# Cayratia cumingiana
Cayratia cumingiana är en vinväxtart som först beskrevs av Porphir Kiril Nicolai Stepanowitsch Turczaninow, och fick sitt nu gällande namn av Galet. Cayratia cumingiana ingår i släktet Cayratia och familjen vinväxter. Inga underarter finns listade i Catalogue of Life.